# Sportzentrum Kleinfeld
Das Sportzentrum Kleinfeld ist ein Fussballstadion in Kriens im Schweizer Kanton Luzern.
Das Sportzentrum beinhaltet zusätzlich die Sportschule Kriens, ein Fitnesscenter und eine Kinderkrippe. Es ist die Heimstätte des Fussballclubs SC Kriens. Das Stadion wurde 2018 an derselben Stelle wie das Stadion Kleinfeld fertiggestellt. Das Platzangebot beträgt insgesamt 3500 Plätze. Davon sind 880 Sitzplätze und 2589 Stehplätze. Die Spielfläche ist Kunstrasen.